# Arteria carotis communis

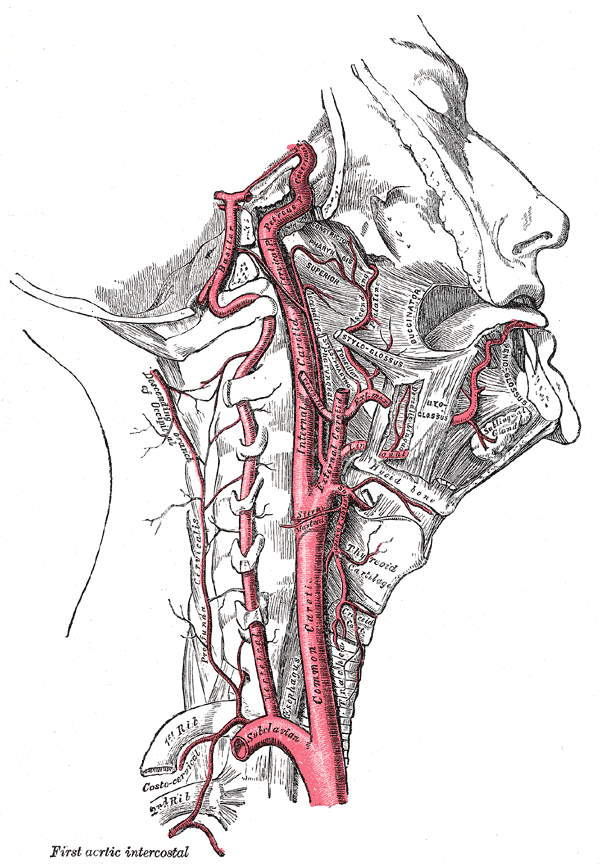
Rechte Arteria carotis aus Gray’s Anatomy (1918)

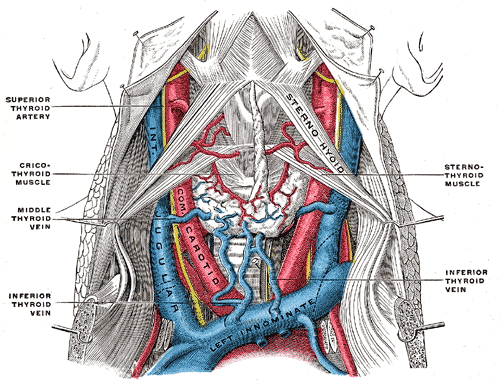
Karotiden (rot) im Abgangsbereich hinter den Jugularvenen (blau)

Die Carotis (lateinische Transliteration von griechisch [ἀρτηρία] καρωτίς karōtis, von καρόω „versetze in einen tiefen Schlaf“, vgl. καρώδης karōdēs „betäubt“ – vom Symptom beim Druck auf diese Arterien; Plural: Carotiden), oder vollständig die Arteria carotis communis, ist die gemeinsame, auf beiden Seiten des Kopfs angelegte Kopfschlagader. Wegen ihres Verlaufs im Hals wird sie vielfach auch als Halsschlagader bezeichnet. Sie verläuft in der Tiefe der sogenannten Drosselrinne, Speise- und Luftröhre begleitend vom Brusteingang zum Kopf. Im Halsbereich lässt sich ihr Puls leicht ertasten.

## Verlauf und Aufzweigung
Sie entspringt beim Menschen als starkes Gefäß auf der rechten Seite aus dem Truncus brachiocephalicus, auf der linken hingegen meist direkt aus dem Aortenbogen. Im Halsbereich verläuft sie mit anderen Leitungsstrukturen in der Vagina carotica. Bei Säugetieren (einschließlich des Menschen) teilt sie sich schließlich in der „Karotisgabel“ in:
- die Arteria carotis externa (ACE), äußere Halsschlagader zur Versorgung des Kopfes und der oberen Halsorgane (Kehlkopf, Schilddrüse, Rachen)
- die Arteria carotis interna (ACI), innere Halsschlagader für die Blutversorgung des Gehirns und die des Auges über die Arteria ophthalmica.

Die Höhe der „Karotisgabel“ ist individuell sehr unterschiedlich. Sie kann in der Projektion auf die Halswirbelsäule zwischen dem zweiten und sechsten Halswirbel variieren, in der Mehrzahl der Fälle liegt sie in Höhe des vierten Halswirbels.
Am Abgang der Arteria carotis interna, dem Sinus caroticus, liegen Druckrezeptoren (auch Presso- oder Barorezeptoren genannt), die den Blutdruck im arteriellen System überwachen und die Information an das Herz-Kreislauf-Zentrum im Gehirn übermitteln und das Rezeptorgebiet für den Karotissinusreflex darstellen. Zudem finden sich am Ursprung der Arteria carotis interna Chemorezeptoren im sogenannten Glomus caroticum, die den Gehalt von Kohlenstoffdioxid, Sauerstoff und den pH-Wert im Blut überwachen.

## Erkrankungen

Stenose in der A. carotis communis im Ultraschall; die Fließgeschwindigkeit des Blutes ist im Bereich der Stenose erhöht.

Häufigste Erkrankung der Arteria carotis ist eine arteriosklerotisch bedingte Gefäßverengung (Stenose). Diese liegt aus hämodynamischen Gründen in der Mehrzahl der Fälle im Bereich der Carotisbifurkation, also im Bereich der Aufteilung in Arteria carotis interna und Arteria carotis externa. Risikofaktoren sind das Rauchen von Tabak, Hypercholesterinämie, Bluthochdruck und männliches Geschlecht. Diese Erkrankung erhöht das Schlaganfallsrisiko, so dass hier bei entsprechendem Schweregrad eine Operation (Thrombendarteriektomie) oder eine Stentangioplastie durchgeführt werden. Hierbei gilt, dass für die Stentangioplastie im Gegensatz zur Endarteriektomie keine Langzeitergebnisse vorliegen. Jedoch zeigt eine großangelegte randomisierte US-amerikanische klinische Studie (die CREST study), die an über 2500 Patienten durchgeführt wurde, die Gleichwertigkeit beider Verfahren in einem Zeitraum von vier Jahren nach der Randomisierung: Sowohl die operative Säuberung der A. carotis communis, als auch die Implantation eines Stents erwiesen sich als gleichermaßen sichere und effektive Methoden zur Behandlung der Gefäßverengung. Andere (europäische) Studien (ICSS, EVA-3S and SPACE) dagegen weisen auf eine Überlegenheit der Karotis-Endarterektomie gegenüber der stentgeschützten Angioplastie hin, da hier insbesondere Schlaganfälle seltener zu beobachten waren. Auch sei das Durchführungsrisiko der Stentangioplastie an der Karotis gerade bei älter als 75 Jahre alten Patienten – diese Patientengruppe ist von Gefäßverengungen am häufigsten betroffen – im Vergleich zur Operation höher, ebenso wie die Rezidivrate. Die in den letztgenannten Studien beobachtete Überlegenheit der Karotis-Endarteriektomie scheint aber, nach Ansicht einiger Fachleute, in erster Linie auf die Unerfahrenheit vieler (europäischer) Gefäßchirurgen bezüglich der Anwendung der Stentangioplastie zurückzuführen zu sein. Die Anwendung rigoroser operativer Standards und Protokolle vorausgesetzt, scheinen dagegen beide Verfahren zu vergleichbaren Resultaten zu führen.
Durch eine Aufspaltung der Gefäßwandschichten (Dissektion, Karotisdissektion) kommt es ebenfalls zu Durchblutungsstörungen und weiteren neurologischen Symptomen.
Ein krankhaft gesteigerter Karotissinusreflex wird als Karotissinus-Syndrom bezeichnet.